# Liste der Flughäfen in Äquatorialguinea
Die Liste der Flughäfen in Äquatorialguinea zeigt die zivilen Flughäfen des afrikanischen Staates Äquatorialguinea, geordnet nach Orten.
| Ort        | ICAO-Code | IATA-Code | Name des Flughafens     |
| ---------- | --------- | --------- | ----------------------- |
| Annobón    | FGAB      | NBN       | Flughafen Annobón       |
| Bata       | FGBT      | BSG       | Flughafen Bata          |
| Corisco    |           | OCS       | Flughafen Corisco       |
| Malabo     | FGSL      | SSG       | Flughafen Malabo        |
| Mengomeyén | FGMY      | GEM       | Flughafen Obiang Nguema |